# Abbaye de Macosquin
L’abbaye de Macosquin est une ancienne abbaye cistercienne située à proximité de Coleraine, en Irlande du Nord. Fondée en 1172 et cistercienne depuis 1218, elle est la seule fondation irlandaise de la filiation de Morimond. Au cours de son histoire, elle reste à la fois très modeste et mal connue ; la dissolution semble l'avoir détruite ou partiellement vers 1539, et elle disparaît pour de bon au cours du XVIIe siècle, le site étant d'abord repris par The Irish Society puis remanié par la London Guild of Merchant Taylors.

## Localisation et toponymie
L'abbaye est située au cœur du village de Macosquin (en), à 4 km au sud-ouest de Coleraine, sur la rive gauche de la Macosquin River. Selon les archives cisterciennes, elle est également appelée « Beatae Marie Clarafonte », c'est-à-dire l'abbaye de la « Bienheureuse Marie de la Source Claire », ou « the Abbey of the Virgin of the Clear Spring »,,.

## Histoire

### Fondation
L'abbaye de Macosquin est fondée en 1172 par la famille O'Cahan qui devient cistercienne en 1218 par celle de Morimond.

### Moyen Âge
En 1401, l'abbé de Macosquin, Seoán Ó Flannabhra, est nommé évêque de Derry (en).
À partir de 1484, la communauté n'a plus d'abbé régulier, ce qui incite Raymond O’Donnell à revendiquer l'abbaye et à y nommer un homme de paille, Maurice O'Cahan.

### Déclin et dissolution
La date exacte de disparition de l'abbaye est incertaine, mais elle semble avoir été partiellement détruite vers 1539, à l'exception de l'église. Samuel Lewis affirme qu'en 1609 Jacques Stuart en confie la gestion à l'Irish Society (en), qui transforme l'abbatiale en église paroissiale ; sans remettre cette affirmation en cause, d'autres études plus récentes suggèrent que la confiscation de l'abbaye avait déjà eu lieu en 1603.
Il est également possible qu'une petite partie des bâtiments soit restée relativement intacte au début du XVIIe siècle, et que la destruction complète soit intervenue lors de la conquête cromwellienne de l'Irlande en 1649.

## Architecture
L'ancienne abbatiale a été partiellement rasée en 1616 ; la nouvelle église paroissiale étant environ deux fois plus petite que l'ancien édifice. En 1868, le bâtiment est profondément remanié, faisant disparaître presque toute trace de l'église monastique. Le seul vestige qui subsiste de celle-ci est une verrière en lancette, dite « fenêtre du lépreux » et percée dans le mur nord de l'église paroissiale. Une pierre ornée d'un motif ressemblant à un trèfle a en outre été exhumée à une période récente dans le cimetière,,.
Les fondations de l'abbaye, en revanche, sont visibles dans le cimetière. Les restes des murs septentrional, oriental et méridional s'élèvent à une hauteur d'environ un mètre. Le mur du côté nord présente un appareil très irrégulier, ne correspondant à aucun modèle conventionnel ; le mur opposé est par contre doté d'une structure régulière et de pierres de meilleure qualité.
Certaines études archéologiques tendraient à prouver que le clocher de l'ancienne abbatiale était situé à l'angle ouest du mur méridional, et surmonté d'une flèche également de bois.